# Heilig-Kreuz-Kirche (Wunstorf/Luthe)

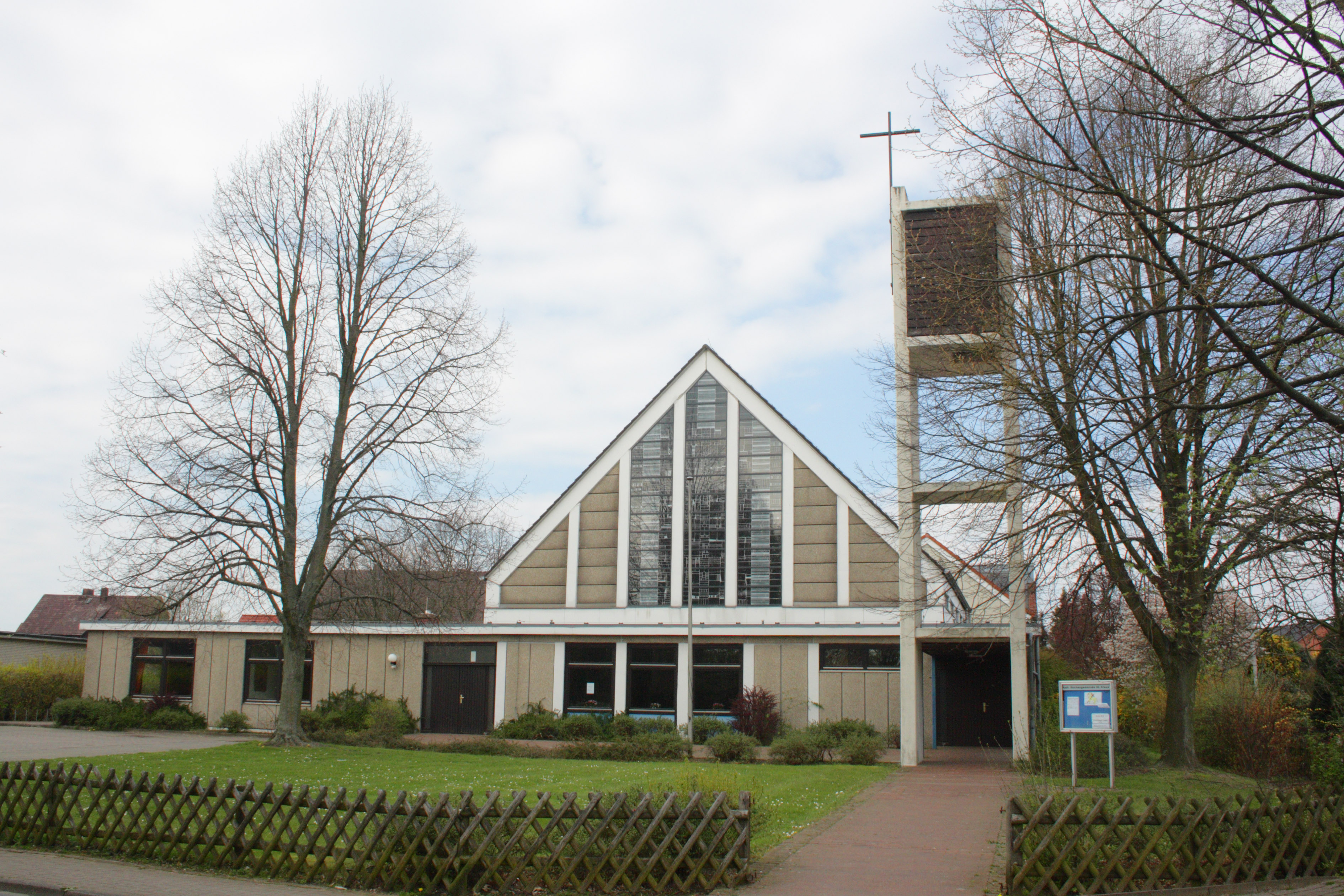
Heilig-Kreuz-Kirche (2008)

Die Heilig-Kreuz-Kirche war die katholische Kirche in Luthe, Stadt Wunstorf, im Dekanat Hannover des Bistums Hildesheim. Die ehemalige Filialkirche von St. Bonifatius, Wunstorf, wurde 1971 als schlichter Saalbau mit hohem Satteldach und frei stehendem Glockenturm in Fertigteilbauweise errichtet. Sie befand sich in der Parkstraße 11, in rund 45 Meter Höhe über dem Meeresspiegel. Am 29. Mai 1971 erfolgte ihre Benediktion. Die künstlerischen und liturgischen Ausstattungsstücke stammen aus den 1970er Jahren und wurden mit beachtlicher finanzieller Eigenbeteiligung der Gemeindemitglieder geschaffen.
Von diesem Kirchentyp wurden im Bistum Hildesheim eine Reihe weiterer Kirchen erbaut, so 1969 in Altenwalde und Sudmerberg, 1970 in Dungelbeck, Meckelfeld und Poggenhagen, 1971 in Afferde, Hohegeiß, Meine, Schwanewede und Winsen (Aller), 1972 in Gifhorn, Ronnenberg, Stederdorf und Wittingen, 1974 in Vorwerk, 1975 in Dransfeld, Münchehof und Rodenberg, und 1976 in Rhüden.
Die Heilig-Kreuz-Kirche zählt zu den 80 Kirchen, die nach dem im September 2009 in Kraft getretenen Plan des Bistums Hildesheim aus Personal- und Kostengründen geschlossen werden.
Der Profanierungsgottesdienst wurde am 8. Mai 2010 von Generalvikar Werner Schreer geleitet. Da eine Umnutzungsmöglichkeit nicht gefunden wurde, wurde die Kirche im Sommer 2012 abgerissen. Im Herbst 2014 bekamen die Glocken einen neuen Platz im Turm der Wunstorfer St.-Bonifatius-Kirche. Das Inventar der Kirche solle 2015 ins Bistum Mostar in Bosnien-Herzegowina überführt werden.
Heute ist St. Bonifatius im rund drei Kilometer entfernten Wunstorf die nächstgelegene katholische Kirche.